# Ренійська міська рада
Рені́йська міська́ ра́да — орган місцевого самоврядування Ренійської міської громади в Ізмаїльському районі Одеської області.

## Склад ради
Рада складається з 36 депутатів та голови.
- Голова ради: Колевич Сергій Степанович
- Секретар ради: Колайджі Ольга Петрівна

### Керівний склад попередніх скликань
| Прізвище, ім'я, по батькові | Основні відомості                                               | Дата обрання | Дата звільнення |
| --------------------------- | --------------------------------------------------------------- | ------------ | --------------- |
| Маціпудра Євген Миколайович | Міський голова, 1948 року народження, безпартійний              | 26.03.2006   | 31.10.2010      |
| Колевич Сергій Степанович   | Міський голова, 1957 року народження, освіта вища, безпартійний | 31.10.2010   |                 |

Примітка: таблиця складена за даними сайту Верховної Ради України

### Депутати
За результатами місцевих виборів 2010 року депутатами ради стали:

#### За суб'єктами висування
| Суб'єкт висування                                       | Кількість обраних депутатів | %    |
| ------------------------------------------------------- | --------------------------- | ---- |
| Партія регіонів                                         | 21                          | 58,3 |
| Соціалістична партія України                            | 4                           | 11,1 |
| Партія Пенсіонерів України                              | 3                           | 8,3  |
| Політична партія «Сильна Україна»                       | 3                           | 8,3  |
| Партія промисловців і підприємців України               | 2                           | 5,6  |
| Комуністична партія України                             | 1                           | 2,8  |
| Народна партія                                          | 1                           | 2,8  |
| Політична партія Всеукраїнське об'єднання «Батьківщина» | 1                           | 2,8  |

#### За округами
| № округу                                                | Прізвище, ім'я, по батькові       | Дата визнання обраним | Освіта             | Партійна приналежність                         | Відомості про обраного депутата                                                  |
| ------------------------------------------------------- | --------------------------------- | --------------------- | ------------------ | ---------------------------------------------- | -------------------------------------------------------------------------------- |
| Комуністична партія України                             |                                   |                       |                    |                                                |                                                                                  |
| б/м                                                     | Браіла Олександр Маринович        | 05.11.2010            | середня спеціальна | член Комуністичної партії України              | ТОВ «Акорд», експедитор                                                          |
| Народна Партія                                          |                                   |                       |                    |                                                |                                                                                  |
| б/м                                                     | Мєркулов Віктор Іванович          | 05.11.2010            | вища               | член Народної партії                           | Ренійський морський торговельний порт, начальник 3-го району порту               |
| Партія Пенсіонерів України                              |                                   |                       |                    |                                                |                                                                                  |
| б/м                                                     | Сорокін Ігор Борисович            | 05.11.2010            | вища               | позапартійний                                  | державна інспекція праці, державний інспектор                                    |
| б/м                                                     | Дацюк Віктор Миколайович          | 05.11.2010            | вища               | позапартійний                                  | ТОВ «Ластівка», директор                                                         |
| 3                                                       | Вільшиневська Валентина Василівна | 05.11.2010            | вища               | позапартійна                                   | лінійна поліклініка станції Рені, лікар-гінеколог                                |
| Партія промисловців і підприємців України               |                                   |                       |                    |                                                |                                                                                  |
| 16                                                      | Мєтєль Віктор Володимирович       | 15.11.2010            | середня спеціальна | член Партії промисловців і підприємців України | приватний підприємець «Мєтєль О. В.», директор                                   |
| 18                                                      | Саєвський Василь Вікторович       | 05.11.2010            | вища               | член Партії промисловців і підприємців України | приватний підприємець                                                            |
| Партія регіонів                                         |                                   |                       |                    |                                                |                                                                                  |
| б/м                                                     | Дойловська Ольга Андріївна        | 05.11.2010            | вища               | член Партії регіонів                           | Ренійська районна організація Партії регіонів, керівник                          |
| б/м                                                     | Златі Дмитро Спиридонович         | 05.11.2010            | вища               | член Партії регіонів                           | Ренійський інститут Дніпропетровського університету економіки та права, викладач |
| б/м                                                     | Колайджі Ольга Петрівна           | 05.11.2010            | вища               | член Партії регіонів                           | Ренійська міська рада, секретар                                                  |
| б/м                                                     | Томай Юрій Васильович             | 05.11.2010            | вища               | позапартійний                                  | Свято — Вознесенський собор м. Рені, настоятель                                  |
| б/м                                                     | Іванова Ліліана Миколаївна        | 05.11.2010            | вища               | позапартійна                                   | Ренійська районна рада, керівник виконавчого апарату                             |
| б/м                                                     | Шевченко Іван Михайлович          | 05.11.2010            | вища               | позапартійний                                  | Ренійське відділення ВАТ «Укртелеком», керівник                                  |
| б/м                                                     | Занет Марина Георгіївна           | 05.11.2010            | вища               | позапартійна                                   | Ренійська податкова інспекція, перший заступник керывника                        |
| б/м                                                     | Георгіу Сергій Федорович          | 05.11.2010            | вища               | позапартійний                                  | Ренійська ЦРЛ, лікар                                                             |
| 1                                                       | Кобенко Сергій Анатолійович       | 05.11.2010            | вища               | член Партії регіонів                           | Ренійська міська рада, спеціаліст                                                |
| 2                                                       | Мілєв Валерій Миколайович         | 05.11.2010            | вища               | позапартійний                                  | Ренійськае локомотивне ДЕПО, заступник голови                                    |
| 4                                                       | Лукіянченко Сергій Георгійович    | 05.11.2010            | середня спеціальна | член Партії регіонів                           | приватне підприємство «Атлант», керівник                                         |
| 5                                                       | Желєзова Ірина Іванівна           | 05.11.2010            | вища               | позапартійна                                   | Ренійська РДА, начальник відділу культури і туризму                              |
| 6                                                       | Златі Ніна Спиридонівна           | 05.11.2010            | вища               | член Партії регіонів                           | приватний підприємець, керівник                                                  |
| 8                                                       | Пирлог Наталія Олексіївна         | 05.11.2010            | вища               | член Партії регіонів                           | Ренійська загальноосвітня школа № 3, директор                                    |
| 9                                                       | Чилакчі Олег Борисович            | 05.11.2010            | середня спеціальна | позапартійний                                  | Ренійська Українська спілка ветеранів Афганістану, керівник                      |
| 10                                                      | Гулько Віра Іванівна              | 05.11.2010            | вища               | позапартійна                                   | Ренійська гімназія, директор                                                     |
| 11                                                      | Азарова Олена Володимирівна       | 05.11.2010            | вища               | позапартійна                                   | Ренійський пенсійний фонд, керівник                                              |
| 12                                                      | Котляренко Валентин Іванович      | 05.11.2010            | вища               | член Партії регіонів                           | Ренійська РДА, начальник відділу                                                 |
| 13                                                      | Шлюков Олег Адольфович            | 05.11.2010            | вища               | член Партії регіонів                           | Ренійський морський торговельний порт, заступник голови                          |
| 15                                                      | Струкова Тамара Сергіївна         | 05.11.2010            | вища               | позапартійна                                   | Ренійська загальноосвітня школа № 5, директор                                    |
| 17                                                      | Льовкін Михайло Олександрович     | 05.11.2010            | середня спеціальна | член Партії регіонів                           | профспілкова організація Ренійського порту, заступник голови                     |
| Політична партія Всеукраїнське об'єднання «Батьківщина» |                                   |                       |                    |                                                |                                                                                  |
| б/м                                                     | Коломієць Юрій Іванович           | 05.11.2010            | вища               | член Всеукраїнського об'єднання «Батьківщина»  | Ренійський морський торговельний порт, керівник транспортно-експедиційні контори |
| Політична партія «Сильна Україна»                       |                                   |                       |                    |                                                |                                                                                  |
| б/м                                                     | Кравченко Галина Пантеліївна      | 05.11.2010            | вища               | член Політичної партії «Сильна Україна»        | виконавчий комітет Ренійської міської ради, заступник міського голови            |
| б/м                                                     | Корабельнікова Ніна Василівна     | 05.11.2010            | вища               | член Політичної партії «Сильна Україна»        | Ренійський морський торгпорт, головний бухгалтер                                 |
| 14                                                      | Рожко Ігор Федорович              | 05.11.2010            | вища               | член Політичної партії «Сильна Україна»        | тимчасово не працює                                                              |
| Соціалістична партія України                            |                                   |                       |                    |                                                |                                                                                  |
| б/м                                                     | Каба Ірина Петрівна               | 05.11.2010            | вища               | член Соціалістичної партії України             | Ренійський відділ освіти, методист РМК                                           |
| б/м                                                     | Сирота Олександр Віталійович      | 05.11.2010            | вища               | член Соціалістичної партії України             | Ренійська ЦРЛ, лікар-хірург                                                      |
| б/м                                                     | Колевич Олександр Сергійович      | 05.11.2010            | вища               | член Соціалістичної партії України             | ПП"Інвест-Консалт-Рені ", заступник директора                                    |
| 7                                                       | Бондарєва Тамара Андріївна        | 05.11.2010            | середня спеціальна | член Соціалістичної партії України             | пенсіонер                                                                        |